# Fretka domowa
Fretka domowa (Mustela furo) – gatunek niewielkiego ssaka drapieżnego z rodziny łasicowatych (Mustelidae), udomowiona forma tchórza zwyczajnego lub tchórza stepowego. Od lat 80. XX wieku rośnie popularność fretki domowej jako zwierzęcia domowego. Znalazło to wyraz we włączeniu fretek domowych (obok psów i kotów) do grupy zwierząt podróżujących z paszportami dla zwierząt domowych w krajach UE. Jednak nie wszystkie kraje podchodzą z taką wyrozumiałością do fretek jako zwierząt domowych. W Portugalii, na przykład, obowiązuje zakaz hodowania (bez odpowiedniej zgody) i przewożenia fretek domowych ze względu na ryzyko hybrydyzacji pomiędzy fretkami domowymi i dzikimi.

## Biologia

### Opis
Fretki domowe są podgatunkiem silnie dymorficznym (samce około dwukrotnie większe od samic) i osiągają pełne rozmiary w wieku 1 roku.
- Masa ciała: 0,3-1,1 kg dla samic i 0,9-2,7 kg dla samców, wysterylizowane samce są często lżejsze.
- Długość ciała: 33-35,5 cm dla samic i 38-40,6 cm dla samców.
- Ogon: 7,6-10 cm.

Przeciętna długość życia 6-15 lat.

### Odmiany kolorystyczne
Wyjściowymi ubarwieniami są forma albinotyczna i ciemne ubarwienie charakterystyczne dla dzikiego tchórza, ale na skutek selektywnej hodowli uzyskano wiele różnych odmian kolorystycznych i długości futra. Niektóre stowarzyszenia hodowców (na przykład amerykańskie American Ferret Association) ustanowiły swoje standardy rozpoznawania różnych odmian barwnych.

### Rozmnażanie
Ruja u samców pojawia się pomiędzy grudniem a lipcem, u samic cyklicznie między marcem a sierpniem. 
Ciąża trwa 40-42 dni, do 15 młodych w miocie, do trzech miotów rocznie. 
Młode rodzą się ślepe i głuche ważąc 6-12 gramów, otwierają oczy w wieku 5 tygodni. 
Karmienie piersią kończy się pomiędzy w wieku 3-6 tygodni, w wieku do 8 tygodni młodym wyrastają kły umożliwiające spożywanie twardych pokarmów. 
Dojrzałość płciowa osiągana jest w wieku 6 miesięcy.

### Uzębienie
U osobników dorosłych:

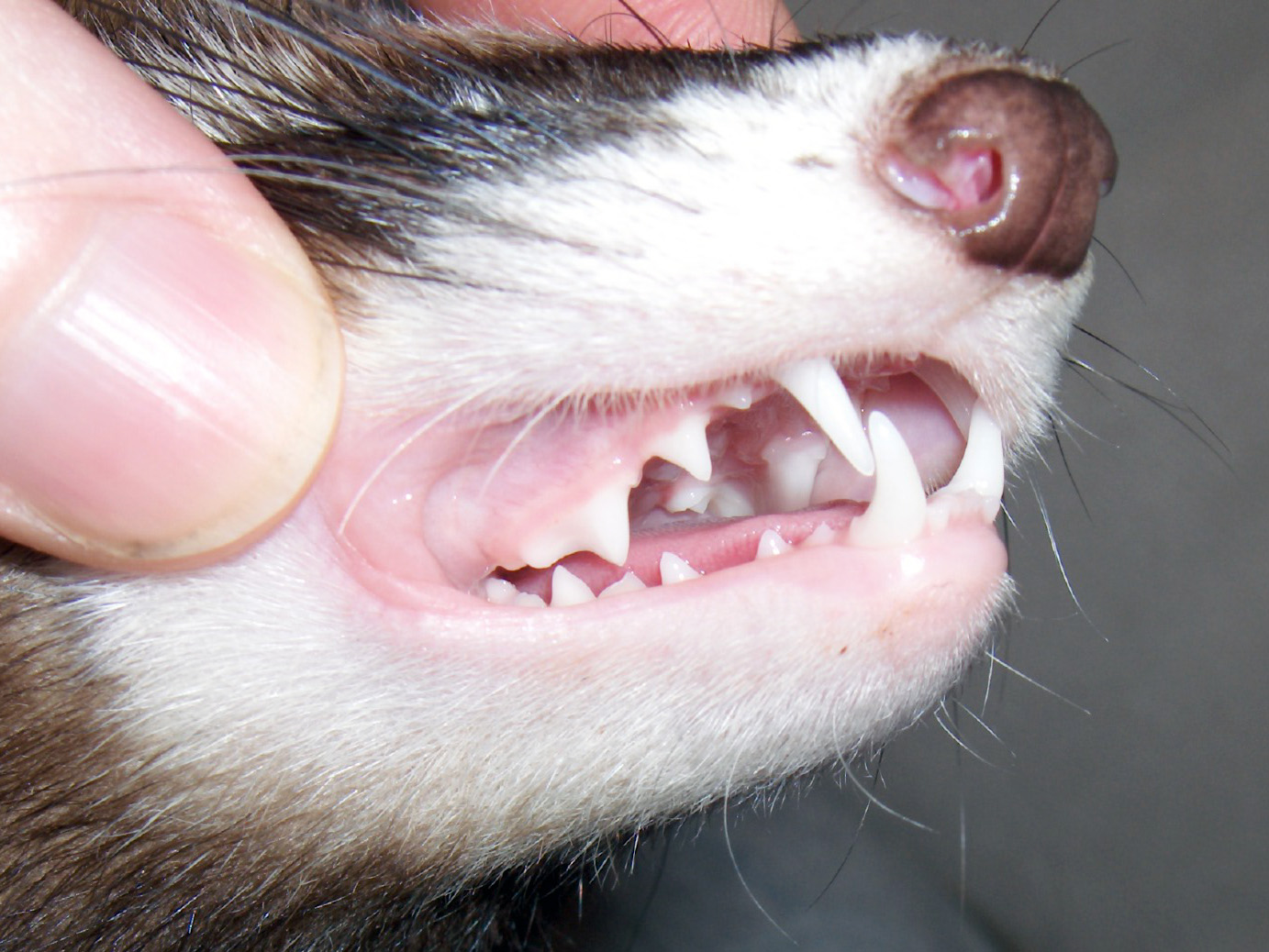
Uzębienie fretki domowej

- 12-14 kilkumilimetrowych siekaczy (6-8 górnych i 6 dolnych)
- 4 duże kły
- 12 zębów przedtrzonowych
- 6 zębów trzonowych

### Dieta
Fretki domowe są zwierzętami mięsożernymi. Dieta ich dzikich przodków składa się głównie z owadów, płazów, niewielkich ptaków i gryzoni. Dostępne są także komercyjne karmy dla fretek domowych.

## Zachowanie
Fretki domowe są zwierzętami zmierzchowymi, oznacza to, że śpią 14-18 godzin dziennie i są najbardziej aktywne w godzinach świtu i zmierzchu. W odróżnieniu do swoich samotniczych przodków większość fretek domowych jest zwierzętami towarzyskimi i żyje szczęśliwie w grupach. Fretki domowe są terytorialne, lubią kopać i spać w zamkniętych przestrzeniach.
Jak wiele innych drapieżników fretki domowe posiadają gruczoły zapachowe w okolicy odbytu, wydzielina z których służy do oznaczania terytorium. Do tego samego celu fretki domowe mogą również używać odchodów i moczu. Istnieją doniesienia, że fretki domowe potrafią rozpoznawać znajome osobniki po tym zapachu, jak również płeć osobników nieznajomych.
Jak (pokrewne im) skunksy, fretki domowe mogą używać gruczołów odbytowych do wydzielenia cuchnącej cieczy w sytuacjach podekscytowania, zaskoczenia lub strachu. Zapach jest jednak dużo słabszy niż u skunksa i łatwo wietrzeje. Wiele fretek domowych sprzedawanych w USA jest poddawane zabiegowi usunięcia gruczołów odbytowych, ale w wielu częściach świata (w tym w Europie) uznawane jest to za zbędne okaleczenie.
Podekscytowane fretki domowe mogą wykonywać tzw. łasiczy taniec wojenny (ang. weasel war dance) polegający na serii losowych podskoków w tył i bok, którym towarzyszą często nastroszone futro, i niskie dźwięki przypominające chichot lub gdakanie. Pomimo swojej żywiołowości zachowanie to nie jest wyrazem agresji tylko ekscytacji lub zaproszenia do zabawy. Rozdrażnione, niespokojne lub wystraszone fretki domowe syczą lub piszczą.

## Udomowienie

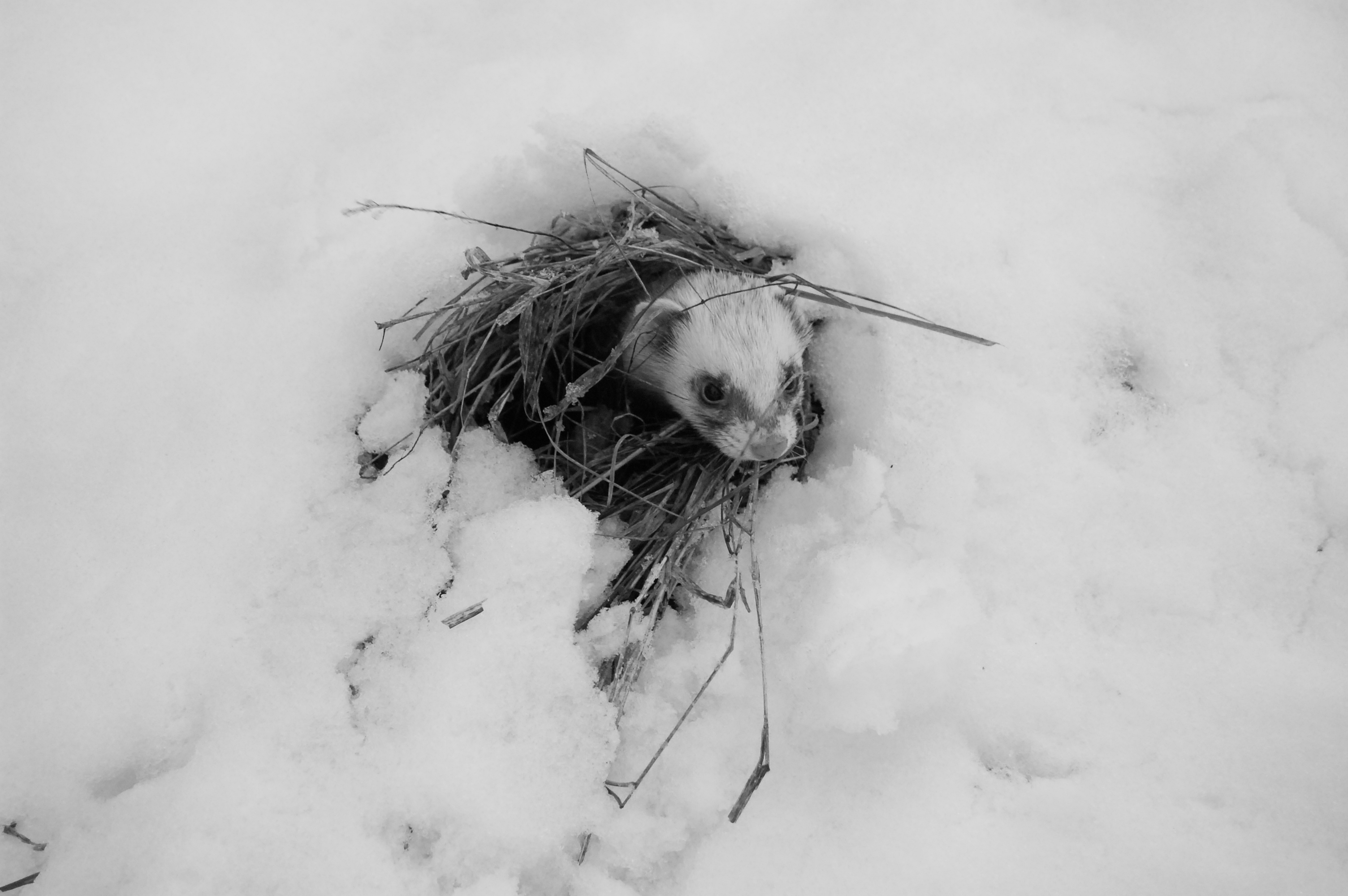
Fretka domowa na śniegu

Nie jest znane miejsce ani okres udomowienia tchórza. Wiadomo, że nastąpiło to w basenie Morza Śródziemnego. Niewykluczone, że miejscem tym był Egipt, choć bardziej prawdopodobne wydaje się, że to Europejczycy oswoili tchórza. Znane były w starożytnym Egipcie, Rzymie oraz Grecji.
Najstarsze odkryte szczątki fretek domowych pochodzą z ok. 1500 p.n.e., dlatego przypuszcza się, że ich udomowienie nastąpiło jeszcze wcześniej.

## Znaczenie dla człowieka
Podobnie jak pozostałe gatunki rodzaju Mustela, fretka domowa była i nadal jest cennym zwierzęciem futerkowym, bywa również wykorzystywana jako zwierzę laboratoryjne. Fretki domowe od wieków używane były do polowań na króliki. Były również hodowane w Europie przed upowszechnieniem się kota domowego jako zwierzęta domowe tępiące myszy. Prawdopodobnie samiec fretki domowej (albinos) widnieje na słynnym obrazie Leonarda da Vinci "Dama z łasiczką".

## Przepisy dotyczące fretek domowych trzymanych jako zwierzęta domowe
- Australia – Nielegalne jest trzymanie fretek domowych w Queensland i Terytorium Północnym. W Australijskim Terytorium Stołecznym wymagana jest licencja.
- Brazylia – Warunkiem jest wszczepienie mikroczipu identyfikacyjnego i sterylizacja zwierzęcia.
- Nowa Zelandia – Sprzedaż, dystrybucja lub hodowla fretek domowych jest nielegalna od roku 2002 jeśli nie są spełnione określone warunki[16].
- Portugalia – Nielegalne jest trzymanie fretek domowych jako zwierząt domowych. Fretki domowe są dozwolone tylko do użytku w polowaniach i ich trzymanie wymaga licencji udzielanej przez władze państwa.
- Stany Zjednoczone – Fretki domowe były zakazane w wielu stanach USA, ale większość tych praw zostało zniesionych w latach 80. i 90. XX wieku. Fretki domowe są nadal nielegalne w Kalifornii[17][18]. terytorium Portoryko ma podobne przepisy[19]. Podobnie wygląda sytuacja w niektórych miastach, jak Waszyngton i Nowy Jork[19]. Fretki domowe są również zakazane w wielu bazach wojskowych[19]. W niektórych miejscach, w tym w Rhode Island wymagane jest pozwolenie na posiadanie fretki domowej[20]. Illinois i Georgia nie wymagają pozwolenia żeby trzymać fretki domowe ale potrzebna jest licencja na ich rozmnażanie[21][22]. Posiadanie fretek domowych było niegdyś nielegalne w Dallas[23], ale obecne przepisy zawierają tylko obowiązek szczepienia[24]. Fretki domowe są nielegalne w Wisconsin, ale pozwolenie na import jest wydawane przez lokalne władze[25].
- Japonia – W prefekturze Hokkaido fretki domowe muszą być zarejestrowane u władz lokalnych[26]. Nie ma ograniczeń w innych częściach kraju.